# Meridià 119 a l'oest
El meridià 119 a l'oest de Greenwich és una línia de longitud que s'estén des del pol Nord travessant l'oceà Àrtic, l'Amèrica del Nord, el Golf de Mèxic, l'oceà Pacífic, l'oceà Antàrtic, i l'Antàrtida fins al pol Sud.
El meridià 119 a l'oest forma un cercle màxim amb el meridià 61 a l'est. Com tots els altres meridians, la seva longitud correspon a una semicircumferència terrestre, uns 20.003,932 km. Al nivell de l'Equador, és a una distància del meridià de Greenwich de 13.247 km.

## De Pol a Pol
Començant en el pol Nord i dirigint-se cap al pol Sud, aquest meridià travessa:
| Coordenades                               | País, territori o mar         | Notes |
| ----------------------------------------- | ----------------------------- | --- |
| 90° 0′ N, 119° 0′ O / 90.000°N,119.000°O  | Oceà Àrtic                    | |
| 77° 19′ N, 119° 0′ O / 77.317°N,119.000°O | Canadà                        | Territoris del Nord-oest — Illa del Príncep Patrick |
| 76° 8′ N, 119° 0′ O / 76.133°N,119.000°O  | Canal de Crozier              | |
| 75° 46′ N, 119° 0′ O / 75.767°N,119.000°O | Canadà                        | Territoris del Nord-oest — Illa Eglinton |
| 75° 34′ N, 119° 0′ O / 75.567°N,119.000°O | Estret de McClure             | |
| 74° 0′ N, 119° 0′ O / 74.000°N,119.000°O  | Canadà                        | Territoris del Nord-oest — Illa de Banks |
| 72° 40′ N, 119° 0′ O / 72.667°N,119.000°O | Estret del Príncep de Gal·les | |
| 71° 56′ N, 119° 0′ O / 71.933°N,119.000°O | Canadà                        | Territoris del Nord-oest — Illa Victòria |
| 71° 37′ N, 119° 0′ O / 71.617°N,119.000°O | Golf d'Amundsen               | |
| 69° 16′ N, 119° 0′ O / 69.267°N,119.000°O | Canadà                        | Nunavut Territoris del Nord-oest — des de 67° 29′ N, 119° 0′ O / 67.483°N,119.000°O, travessa el Gran Llac dels Ossos Alberta — des de 60° 0′ N, 119° 0′ O / 60.000°N,119.000°O Colúmbia Britànica — per uns 2 km, des de 53° 14′ N, 119° 0′ O / 53.233°N,119.000°O Alberta — per uns 2 km, des de 53° 12′ N, 119° 0′ O / 53.200°N,119.000°O Colúmbia Britànica — des de 53° 11′ N, 119° 0′ O / 53.183°N,119.000°O |
| 49° 0′ N, 119° 0′ O / 49.000°N,119.000°O  | Estats Units                  | Washington Oregon — des de 45° 59′ N, 119° 0′ O / 45.983°N,119.000°O Nevada — des de 42° 0′ N, 119° 0′ O / 42.000°N,119.000°O Califòrnia — des de 38° 18′ N, 119° 0′ O / 38.300°N,119.000°O |
| 34° 4′ N, 119° 0′ O / 34.067°N,119.000°O  | Oceà Pacífic                  | passa a l'est de l'Illa Santa Bàrbara, Califòrnia Estats Units (a 33° 28′ N, 119° 2′ O / 33.467°N,119.033°O) |
| 60° 0′ S, 119° 0′ O / 60.000°S,119.000°O  | Oceà Antàrtic                 | |
| 73° 43′ S, 119° 0′ O / 73.717°S,119.000°O | Antàrtida                     | Territori no reclamat |